# Perdono giudiziale
Il perdono giudiziale è una causa di estinzione del reato (previsto dall'art. 169 c.p., come modificato dall'art. 19 r.d.l. 20 luglio 1934 n. 1404) che ha un campo applicativo molto ristretto: si indirizza infatti ai soli minori, e precisamente ai soli soggetti che al momento della commissione del fatto abbiano compiuto i quattordici anni e non ancora i diciotto.

## Applicazione
Può essere concesso anche più di una volta purché la somma delle pene inflitte non superi i due anni di reclusione e/o i 1.549,37 euro, ed è disposto discrezionalmente dal giudice, sulla base della prognosi si asterrà dal commettere ulteriori reati. Può consistere nell'astensione dal rinvio a giudizio quando il Tribunale dei Minorenni ritiene che si possa applicare una pena restrittiva della libertà personale non superiore a 2 anni o, in caso contrario (in cui il giudizio si sia già instaurato), nell'astensione dalla pronuncia di condanna; l'estinzione del reato consegue immediatamente al passaggio in giudicato della sentenza che nell'uno e nell'altro caso applica il perdono giudiziale.

## Fondamento
Alla base dell'istituto stanno evidenti considerazioni di prevenzione speciale: nei confronti di un minore, che per la prima volta e in modo del tutto occasionale si renda autore di un illecito non grave, si rinuncia a punire in ragione degli effetti criminogeni che potrebbero derivargli dalla pena e dallo stesso processo.